# Lliga Democràtica Popular Finlandesa
La Lliga Democràtica Popular Finlandesa (en finès Suomen Kansan Demokraattinen Liitto, SKDL, suec Demokratiska Förbundet för Finlands Folk, DFFF) fou una organització política finlandesa creada el 1944, quan fou abolida la legislació anticomunista, i el 1990 es va integrar en l'Aliança d'Esquerra. En el seu moment, l'SKDL era un dels partits d'esquerres més grans de l'Europa capitalista, amb el seu principal partit membre, el Partit Comunista de Finlàndia (SKP), sent un dels partits comunistes més grans a l'oest del Teló d'Acer. El SKDL va gaudir del seu major èxit electoral a les eleccions parlamentàries de 1958, quan va obtenir la primera posició i una representació de 50 diputats, convertint-lo en el partit més gran de l'Eduskunta.
El SKDL es va unir a diversos governs finlandesos. El primer ministre del SKDL va ser Yrjö Leino, que va prendre possessió del càrrec el novembre de 1944. Després de les eleccions parlamentàries de 1945, el SKDL va ser un actor important en la tercera coalició Paasikivi amb els socialdemòcrates i els partits del centre, i el 1946 Mauno Pekkala del SKDL va esdevenir el primer ministre. El govern de Pekkala va dirigir l'estat fins a l'estiu de 1948, després del qual el SKDL no va participar en cap coalició fins al 1966. Els governs de finals dels anys seixanta, liderats per socialdemòcrates i que incloïen el centre, van ser anomenats front popular per el SKDL. El partit va deixar el govern a la primavera de 1971, però va tornar el 1975. La tercera coalició de Kalevi Sorsa va ser l'última en què van participar, fins al desembre de 1982.

## Organització
Una persona podia estar alineada amb el SKDL a través de les seves organitzacions bàsiques o com a membre dels "membres de la comunitat", que eren el Partit Comunista de Finlàndia (SKP), la Lliga Democràtica de Dones Finlandeses (1944–1990), la Societat Socialista Acadèmica (1944–1965), la Suomen Toverikuntien Liitto (1946–1952), el Partit Socialista Unit (SYP) (1946–1955), la Lliga Socialista d'Estudiants (1965–) i la Lliga Democràtica de la Joventut de Finlàndia (1967–1990). Durant la major part de la seva existència, el SKDL va tenir més de 50.000 membres "pròpis". A més dels membres de la comunitat, desenes d'organitzacions nacionals diferents van ser controlades pels membres del SKDL.
Els partidaris del SKP van tenir constantment la majoria al SKDL, per la qual cosa molts el consideraven un front comunista. Tanmateix, ni tan sols el socialisme es va esmentar al programa del partit fins a finals de la dècada de 1960. El nombre de membres del partit comunista entre els diputats del front va augmentar constantment a partir de 1945, tot i que molts socialistes d'esquerres destacats i exsocialdemòcrates s'havien unit a l'aliança a la dècada de 1940.
Una de les poques forces organitzades no pertanyents al SKDL va ser el Partit Socialista Unit (SYP), fundat principalment per exsocialdemòcrates el 1946. El petit i marginat SYP va abandonar el front al 1955. Tanmateix, la majoria dels socialistes dins del SKDL van optar per no seguir la decisió presa pel president del partit, Atos Wirtanen. Van romandre membres del front a través de les seves organitzacions bàsiques. A principis dels anys setanta, es va formar un Comitè Conjunt dels Socialistes del SKDL, però mai va desenvolupar una organització i va seguir sent una coalició flexible.

## Història
Després de la Segona Guerra Mundial el SKP es va legalitzar mitjançant l'acord d'armistici, operant obertament després de dècades en la clandestinitat. De seguida van impulsar, juntament amb altres partits minoritaris d'esquerres (alguns d'ells provinents del SDP) i organitzacions de base un front per tal de disputar l'hegemonia al Partit Socialdemòcrata. Així, va nèixer la Lliga el 29 d'octubre de 1944, sent escollit l'exsocialdemòcrata Karl Wiik com el seu líder, qui també va redactar un esborrany de programa per a l'organització, definint els seus objectius assegurant la democràcia, la llibertat i la pau. La reunió fundacional va elegir un nombrós comitè com a junta de la Lliga, que incloïa una barreja força equilibrada de comunistes i exsocialdemòcrates. Tant és així, que durant els primers anys van aconseguir sagnar al SDP no només en vots i presència institucional, també en la marxa de 100 associacions i 62 cases del poble segons xifres internes del propi SDP, a més d'arrossegar les faccions d'esquerres expulsades anteriorment, reorganitzades en estructures com la Societat Socialista Acadèmica o el Partit Socialista Unit.
A les primeres eleccions legislatives de 1945, el SKDL va aconseguir la segona posició amb 49 diputats, només un per darrera del SDP. Com a conseqüència, formaria part del govern de coalició d'esquerres i es nomenaria a Mauno Pekkala, de la Lliga, com a Primer Ministre. Durant la legislatura aconseguirien el Grup Parlamentari més fort de l'Eduskunta amb l'entrada de Sylvi-Kyllikki Kilpi i Atos Wirtanen, provinents del SDP. Tanmateix, el govern es mantindria només durant dos anys, després dels quals es convocarien noves eleccions. En aquestes, el SKDL perdria posicions amb 38 diputats i la tercera posició, i no va participar en la formació de governs de nou fins a mitjans de la dècada de 1960.
Posteriorment tant al SKP com a la Lliga renovarien lideratges, moderant la seva línia cap a un reformisme propi de l'eurocomunisme que estava guanyant posicions a tota l'Europa occidental. Era la generació de la postguerra, per a la qual el període d'exili a la Unió Soviètica, els temps del terror de Lapua i els anys de presó, refugis i clandestinitat ja eren història, i a qui se li havia permès participar lliurement en les activitats de la societat. Com a resultat, es va transigir amb un programa més pactista i de transició pacífica al socialisme, que afavoriria així l'entrada de nou a governs de coalició durant els setanta.
Els canvis van donar al SKDL un paper més independent en relació amb el Partit Comunista, però d'altra banda, les disputes internes dins d'aquest (entre la direcció eurocomunista i la facció d'oposició d'esquerres anomenats Taistoistes), a mesura que continuaven, es reflectien cada cop més en les activitats de la Lliga i d'organitzacions de masses que hi participaven, com la Unió d'Estudiants Socialistes o la Lliga Democràtica de la Joventut Finlandesa.
L'èxit del SKDL a les eleccions va disminuir amb el pas dels anys, mentre que la divisió dins del panorama de l'esquerra finlandesa s'agreujava. Durant els anys setatanta encara mantindrien resultats entorn del 17% i més de 30 escons a l'Eduskunta, participant de governs de coalició fins al 1982. Durant la meitat de la dècada dels vuitanta la crisi del SKP i la profunda divisió entre reformistes i l'oposició d'esquerra que s'estenia arreu va acabar esclatant. Els expulsats del SKP formarien el Partit Comunista de Finlàndia (Unitat) (SKP(y)) i l'impuls de l'Alternativa Democràtica (DeVa) com a contrapès del SKDL. En aquest sentit, al 1986 es partiria el Grup Parlamentari de la Lliga entre els lleials i els que crearien el nou Grup de DeVa.
Després de la divisió, a les eleccions legislatives de 1987 el SKDL patiria els seus pitjors resultats en la història, amb només el 9.39% dels vots i 16 diputats. En aquelles dates ja es plantejava la possibilitat de superar la crisi mitjançant una fusió dels partits membres de la Lliga en un sol partit, decisió que s'acabaria adoptant a l'abril de 1990 amb la creació de l'Aliança d'Esquerra, que també incorporaria elements provinents del SKP(y) i de DeVa. El SKDL va ser formalment eliminat del registre de partits després de les eleccions parlamentàries de 1995.

## Eleccions

### Eleccions parlamentàries
| Any  | Líder          | Vots    | %      | Pos. | Escons   | +/- | Govern             |
| ---- | -------------- | ------- | ------ | ---- | -------- | --- | ------------------ |
| 1945 | Cay Sundström  | 398,618 | 23.47% | 2n   | 49 / 200 | Nou | Coalició (1945–46) |
| 1945 | Cay Sundström  | 398,618 | 23.47% | 2n   | 49 / 200 | Nou | Minoria (1946–48)  |
| 1948 | Kusti Kulo     | 375,538 | 19.98% | 3r   | 38 / 200 | 11  | Oposició           |
| 1951 | Kusti Kulo     | 391,134 | 21.58% | 3r   | 43 / 200 | 5   | Oposició           |
| 1954 | Kusti Kulo     | 433,251 | 21.57% | 3r   | 43 / 200 | =   | Oposició           |
| 1958 | Kusti Kulo     | 450,220 | 23.16% | 1r   | 50 / 200 | 7   | Oposició           |
| 1962 | Kusti Kulo     | 506,829 | 22.02% | 2n   | 47 / 200 | 3   | Oposició           |
| 1966 | Kusti Kulo     | 502,374 | 21.20% | 3r   | 41 / 200 | 6   | Coalició           |
| 1970 | Ele Alenius    | 420,556 | 16.58% | 4t   | 36 / 200 | 5   | Coalició (1970–71) |
| 1970 | Ele Alenius    | 420,556 | 16.58% | 4t   | 36 / 200 | 5   | Oposició (1971)    |
| 1972 | Ele Alenius    | 438,757 | 17.02% | 2n   | 37 / 200 | 1   | Oposició           |
| 1975 | Ele Alenius    | 519,483 | 18.89% | 2n   | 40 / 200 | 3   | Coalició (1975–76) |
| 1975 | Ele Alenius    | 519,483 | 18.89% | 2n   | 40 / 200 | 3   | Oposició (1976–77) |
| 1975 | Ele Alenius    | 519,483 | 18.89% | 2n   | 40 / 200 | 3   | Coalició(1977–79)  |
| 1979 | Ele Alenius    | 518,045 | 17.90% | 4t   | 35 / 200 | 5   | Coalició (1979–82) |
| 1979 | Ele Alenius    | 518,045 | 17.90% | 4t   | 35 / 200 | 5   | Oposició (1982–83) |
| 1983 | Kalevi Kivistö | 400,930 | 13.46% | 4t   | 26 / 200 | 9   | Oposició           |
| 1987 | Esko Helle     | 270,433 | 9.39%  | 4t   | 16 / 200 | 10  | Oposició           |

### Eleccions presidencials

#### Indirectes
| Any  | Vot Popular | Vot Popular | Electors | Candidat               | Vot electoral | Vot electoral | Vot electoral | Resultat |
| Any  | Vots        | %           | Electors | Candidat               | 1a volta      | 2a volta      | 3a volta      | Resultat |
| ---- | ----------- | ----------- | -------- | ---------------------- | ------------- | ------------- | ------------- | -------- |
| 1950 | 338,035     | 21.4        | 67 / 300 | Mauno Pekkala          | 67 / 300      |               |               | Derrota  |
| 1956 | 354,575     | 18.7        | 56 / 300 | Eino Kilpi             | 56 / 300      |               |               | Derrota  |
| 1962 | 451,750     | 20.5        | 63 / 300 | Paavo Aitio            | 62 / 300      |               |               | Derrota  |
| 1968 | 345,609     | 17.0        | 56 / 300 | Suport a Urho Kekkonen | 201 / 300     |               |               | Elegit   |
| 1978 | 445,098     | 18.2        | 56 / 300 | Suport a Urho Kekkonen | 259 / 300     |               |               | Elegit   |
| 1982 | 348,359     | 11.0        | 32 / 300 | Kalevi Kivistö         | 32 / 300      | 11 / 300      |               | Derrota  |
| 1988 | 286,833     | 9.6         | 26 / 300 | Kalevi Kivistö         | 26 / 300      | 26 / 300      |               | Derrota  |

#### Directes
| Any  | Candidat       | Vots    | %    |
| ---- | -------------- | ------- | ---- |
| 1988 | Kalevi Kivistö | 330,072 | 10.7 |

### Eleccions locals
| Any  | Vots    | %      | Regidors |
| ---- | ------- | ------ | -------- |
| 1945 | 275 324 |        | 2 496    |
| 1947 | 314 156 | 20,4%  | 2 005    |
| 1950 | 347 102 | 23,04% | 2 517    |
| 1953 | 406 324 | 23,10% | 2 546    |
| 1956 | 353 967 | 21,2%  | 2 272    |
| 1960 | 432 146 | 22,0%  | 2 409    |
| 1964 | 470 550 | 21,9%  | 2 417    |
| 1968 | 382 882 | 16,91% | 1 770    |
| 1972 | 437 130 | 17,48% | 1 731    |
| 1976 | 494 920 | 18,45% | 2 050    |
| 1980 | 456 177 | 16,64% | 1 835    |
| 1984 | 354 582 | 13,15% | 1 482    |
| 1988 | 270 532 | 10,29% | 1 209    |

## Líders
| K. H. Wiik     | 1944      |
| Cay Sundström  | 1944–1946 |
| J. W. Keto     | 1946–1948 |
| Kusti Kulo     | 1948–1967 |
| Ele Alenius    | 1967–1979 |
| Kalevi Kivistö | 1979–1985 |
| Esko Helle     | 1985–1988 |
| Reijo Käkelä   | 1988–1990 |

| Tyyne Tuominen  | 1944–1949 |
| Yrjö Enne       | 1949–1952 |
| Hertta Kuusinen | 1952–1958 |
| Yrjö Enne       | 1959–1961 |
| Mauno Tamminen  | 1962–1965 |
| Ele Alenius     | 1965–1967 |
| Aimo Haapanen   | 1967–1977 |
| Jorma Hentilä   | 1977–1984 |
| Reijo Käkelä    | 1984–1988 |
| Salme Kandolin  | 1988–     |